# موسو گوننوسوکه
موسو گونوسوکه (به ژاپنی: 夢想權之助勝吉 Musō Gonnosuke); ۱ ژانویهٔ ۱۷۰۰ – ۱ ژانویهٔ ۱۷۰۰) سامورایی، و بوشی اهل ژاپن بود. در اوایل قرن هفدهم و بنیان‌گذار سنتی مکتب جوجوتسو کوریو معروف به شینتو موسو ریو در دو دوئل با شمشیرباز افسانه ای میاموتو موساشی شرکت کرد. اگرچه وقوع دوئل دوم مورد اختلاف است.